# Rejon leniński (Sewastopol)
Rejon leniński (ukr. Ле́нінський райо́н) – jeden z czterech rejonów Sewastopola.
Swoją obecną nazwę nosi od 1961, wcześniej nazywany był stalińskim. Posiada powierzchnię około 26 km², i liczy ponad 110 tysięcy mieszkańców. Na terenie tego rejonu znajdują się główne urzędy Sewastopola.